# Giacomo Furia
Giacomo Matteo Furia (Arienzo, 28 dicembre 1924 – Roma, 5 giugno 2015) è stato un attore italiano.

## Biografia
Nacque ad Arienzo, nell'allora provincia di Terra di Lavoro (oggi parte dell'odierna provincia di Caserta), il 28 dicembre del 1924, ma fu registrato all’anagrafe quale nato il 2 gennaio del 1925, cosa che gli consentì di eludere il servizio di leva durante la seconda guerra mondiale, in quanto risultante minorenne al momento della chiamata. Fin da ragazzo frequentò l'ambiente teatrale dilettantistico napoletano. Dopo il diploma in ragioneria presso l'istituto Armando Diaz di Napoli, un vecchio amico gli offrì un lavoro di doposcuola estivo di matematica: l'allievo era Luigi De Filippo, figlio di Peppino De Filippo e nipote di Eduardo De Filippo e Titina De Filippo. Cominciò così a frequentare casa De Filippo in via Vittoria Colonna.
Eduardo apprezzerà presto le sue qualità di attore e lo vorrà in compagnia.
Debuttò a teatro il 7 dicembre del 1945 con la compagnia di Eduardo De Filippo. Al teatro napoletano Santa Lucia era in scena Napoli milionaria!; Giacomo Furia interpretava il ruolo di Peppe 'o cricco. Eduardo gli offrì questo ruolo, importante per un esordiente, a seguito del forfait dell'interprete titolare.
Esordì al cinema nel 1947 sotto la regia di Mario Mattoli in Assunta Spina. Si impose nel ruolo di Tifariello al fianco di una sanguigna Anna Magnani nella parte della protagonista.
Divenne in seguito efficace caratterista in numerose pellicole di Totò, insieme al quale recitò in 17 film. Tra i moltissimi ruoli secondari, avrà il ruolo di protagonista solo in due film: L'oro di Napoli (1954), nel segmento Pizze a credito, in cui interpreta il personaggio di Rosario, ingenuo marito della bella pizzaiola Sophia Loren, e La banda degli onesti (1956) di Camillo Mastrocinque, con Totò e Peppino De Filippo, dove interpreta il pittore Cardone.
Altre interpretazioni memorabili sono quelle ne Il medico dei pazzi (1954) di Mario Mattoli, L'arte di arrangiarsi di Luigi Zampa (1954), Totò, Eva e il pennello proibito (1959) di Steno e La mazzetta (1978) di Sergio Corbucci.

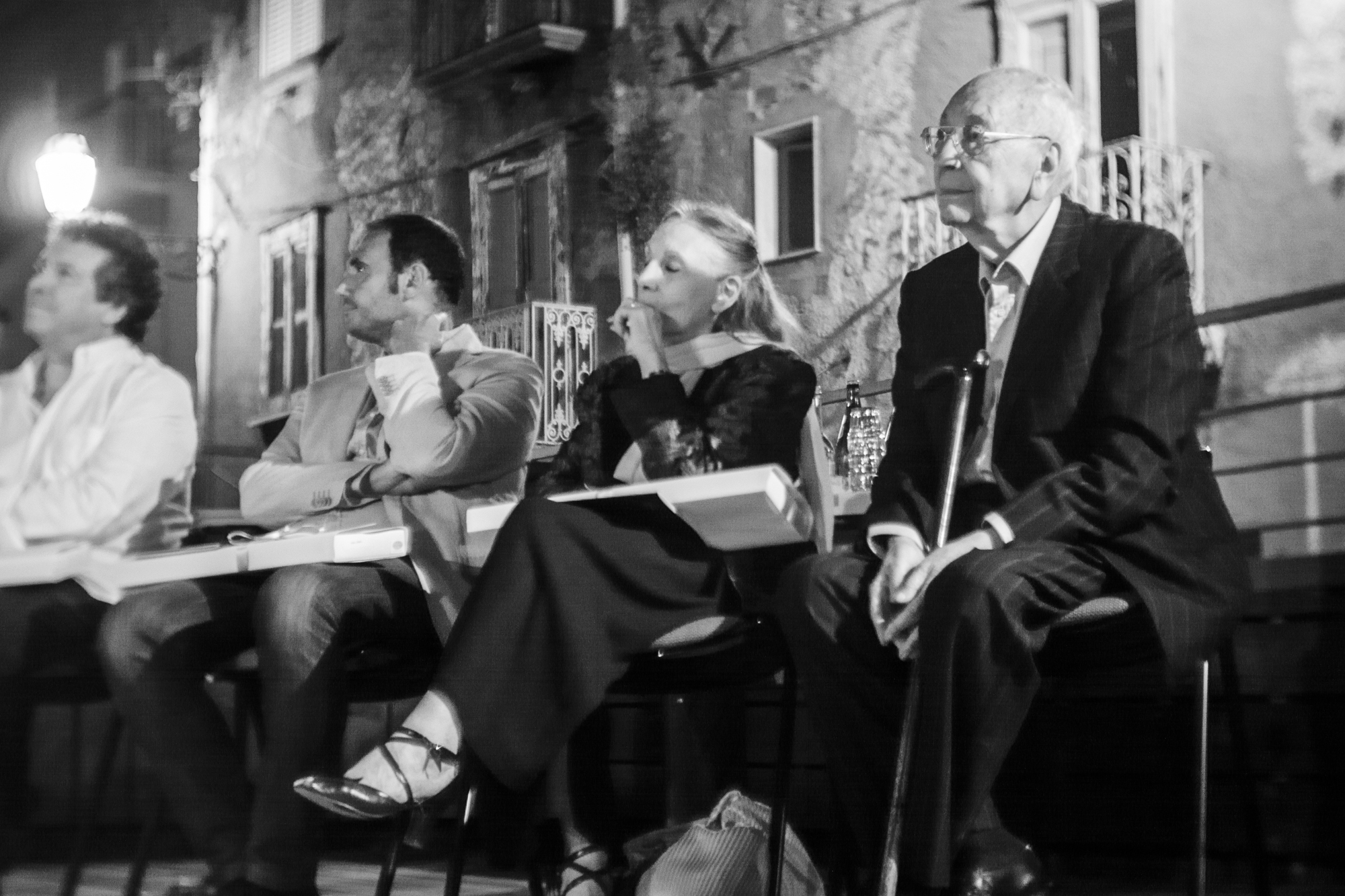
Giacomo Furia a Cairano durante la celebrazione dei 50 anni del film La donnaccia (2013)

Per lunghissimo tempo testimonial televisivo in Carosello di una famosa azienda di latticini. Partecipò a più di cento film, spaziando dalla commedia all'italiana al film in costume, dal musicarello al film d'autore, prestando il suo viso tondo e la sua figura inconfondibile a personaggi sempre tratteggiati con gustosa ironia. Lavora anche in un film del filone del personaggio Girardi, accanto a Tomas Milian nel film Delitto al ristorante cinese, dove interpreta il ruolo del giudice Arducci.
Nel 1997 uscì la sua biografia Le maggiorate, il principe e l'ultimo degli onesti, trenta storie inedite su Totò, Sophia Loren, Gina Lollobrigida, i fratelli De Filippo, Vittorio De Sica e Tina Pica, scritte dal giornalista Michele Avitabile e raccontate da Giacomo Furia, con la prefazione di Sophia Loren e interventi di Maurizio Costanzo, Marcello D'Orta e Antonio Lubrano.
Come interprete televisivo, fece parte del cast del primo sceneggiato televisivo trasmesso dalla Rai nel 1954: Il dottor Antonio, e dello sceneggiato Il cappello del prete di Sandro Bolchi, trasmesso nel 1970.
Saltuariamente fu attivo anche come doppiatore, prestando la sua voce in alcuni film ad attori che necessitavano di un timbro vocale a cadenza napoletana o comunque meridionale.
Morì il 5 giugno del 2015 presso la clinica Villaverde di Roma all'età di 90 anni. Il funerale si celebrò presso la chiesa di San Saturnino. Riposa nella cappella di famiglia nel cimitero di Arienzo.
L'11 maggio 2019, nella sua città natale alla presenza del figlio Filippo, gli viene dedicato il museo-cineteca.

## Filmografia

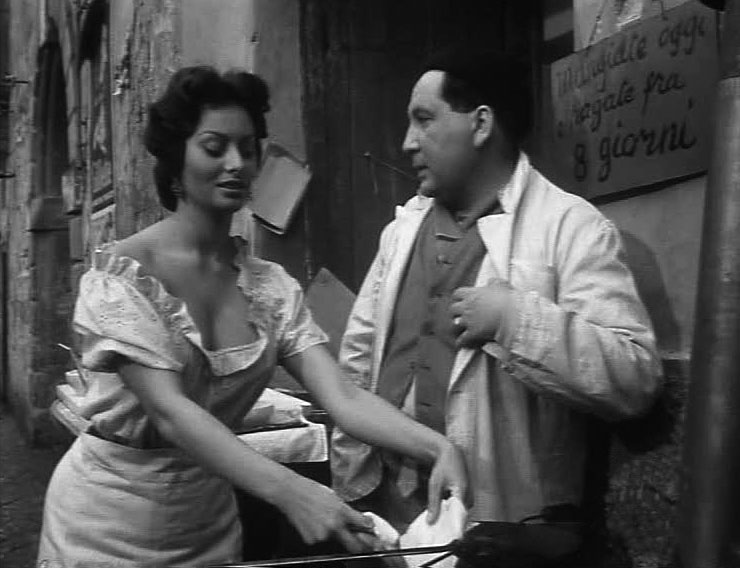
Giacomo Furia con Sophia Loren ne L'oro di Napoli (1954)

Giacomo Furia con Totò in Totò, Eva e il pennello proibito (1959)

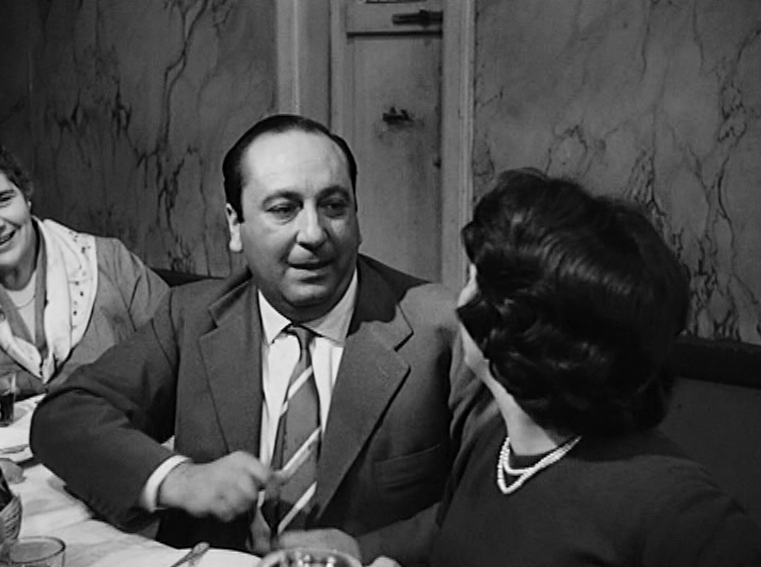
Giacomo Furia ne Il nemico di mia moglie (1959)

### Cinema
- Assunta Spina, regia di Mario Mattoli (1948)
- Anselmo ha fretta o La sposa non può attendere, regia di Gianni Franciolini (1949)
- Totò cerca casa, regia di Steno e Mario Monicelli (1949)
- Signorinella, regia di Mario Mattoli (1949)
- Biancaneve e i sette ladri, regia di Giacomo Gentilomo (1949)
- Tototarzan, regia di Mario Mattoli (1950)
- Totò sceicco, regia di Mario Mattoli (1950)
- L'inafferrabile 12, regia di Mario Mattoli (1950)
- Arrivano i nostri, regia di Mario Mattoli (1951)
- Luci del varietà, regia di Federico Fellini e Alberto Lattuada (1951)
- Amo un assassino, regia di Baccio Bandini (1951)
- O.K. Nerone, regia di Mario Soldati (1951)
- Il microfono è vostro, regia di Giuseppe Bennati (1951)
- La macchina ammazzacattivi, regia di Roberto Rossellini (1952)
- Il sogno di Zorro, regia di Mario Soldati (1952)
- Tarantella napoletana, regia di Camillo Mastrocinque (1953)
- Due notti con Cleopatra, regia di Mario Mattoli (1953)
- La domenica della buona gente, regia di Anton Giulio Majano (1953)
- Un turco napoletano, regia di Mario Mattoli (1953)
- Prima di sera, regia di Piero Tellini (1954)
- Il medico dei pazzi, regia di Mario Mattoli (1954)
- Peccato che sia una canaglia, regia di Alessandro Blasetti (1954)
- L'oro di Napoli, regia di Vittorio De Sica (1954)
- L'arte di arrangiarsi, regia di Luigi Zampa (1954)
- Allegro squadrone, regia di Paolo Moffa (1954)
- Vergine moderna, regia di Marcello Pagliero (1954)
- Lacrime d'amore, regia di Pino Mercanti (1954)
- Totò all'inferno, regia di Camillo Mastrocinque (1955)
- Ballata tragica, regia di Luigi Capuano (1955)
- Siamo uomini o caporali, regia di Camillo Mastrocinque (1955)
- La rossa, regia di Luigi Capuano (1955)
- 'Na sera 'e maggio, regia di Giorgio Pàstina (1955)
- I due compari, regia di Carlo Borghesio (1955)
- Le avventure di Giacomo Casanova, regia di Steno (1955)
- Cheri-Bibi (Il forzato della Guiana) (Chéri-Bibi), regia di Marcello Pagliero (1955)
- Suonno d'ammore, regia di Sergio Corbucci (1955)
- L'ultimo amante, regia di Mario Mattoli (1955)
- Destinazione Piovarolo, regia di Domenico Paolella (1955)
- Gli anni che non ritornano (La Meilleure part), regia di Yves Allégret (1955)
- La banda degli onesti, regia di Camillo Mastrocinque (1956)
- Saranno uomini, regia di Silvio Siano (1956)
- Peccato di castità, regia di Gianni Franciolini (1956)
- I giorni più belli, regia di Mario Mattoli (1956)
- Peppino, le modelle e... "chella llà", regia di Mario Mattoli (1957)
- Susanna tutta panna, regia di Steno (1957)
- Onore e sangue, regia di Luigi Capuano (1957)
- A sud niente di nuovo, regia di Giorgio Simonelli (1957)
- Primo applauso, regia di Pino Mercanti (1957)
- Amore a prima vista, regia di Franco Rossi (1958)
- È arrivata la parigina, regia di Camillo Mastrocinque (1958)
- Adorabili e bugiarde, regia di Nunzio Malasomma (1958)
- Ballerina e Buon Dio, regia di Antonio Leonviola (1958)
- Non sono più guaglione, regia di Domenico Paolella (1958)
- Avventura in città, regia di Roberto Savarese (1958)
- Totò, Peppino e le fanatiche, regia di Mario Mattoli (1958)
- Totò nella luna, regia di Steno (1958)
- Ferdinando Iº re di Napoli, regia di Gianni Franciolini (1959)
- Spavaldi e innamorati, regia di Giuseppe Vari (1959)
- Pensione Edelweiss, regia di Victor Merenda e Ottorino Franco Bertolini (1959)
- Prepotenti più di prima, regia di Mario Mattoli (1959)
- Guardatele ma non toccatele, regia di Mario Mattoli (1959)
- Totò, Eva e il pennello proibito, regia di Steno (1959)
- I ragazzi del juke-box, regia di Lucio Fulci (1959)
- La cambiale, regia di Camillo Mastrocinque (1959)
- Arriva la banda, regia di Tanio Boccia (1959)
- I ladri, regia di Lucio Fulci (1959)
- La prima notte, regia di Alberto Cavalcanti (1959)
- Il nemico di mia moglie, regia di Gianni Puccini (1959)
- Il corazziere, regia di Camillo Mastrocinque (1960)
- Dolci inganni, regia di Alberto Lattuada (1960)
- Il carro armato dell'8 settembre, regia di Gianni Puccini (1960)
- I Teddy boys della canzone, regia di Domenico Paolella (1960)
- Urlatori alla sbarra, regia di Lucio Fulci (1960)
- Sanremo - La grande sfida, regia di Piero Vivarelli (1960)
- Che femmina!! e... che dollari!, regia di Giorgio Simonelli (1961)
- Il re di Poggioreale, regia di Duilio Coletti (1961)
- Akiko, regia di Luigi Filippo D'Amico (1961)
- Pugni pupe e marinai, regia di Daniele D'Anza (1961)
- Lui, lei e il nonno, regia di Anton Giulio Majano (1961)
- Il giudizio universale, regia di Vittorio De Sica (1961)
- Il giorno più corto, regia di Sergio Corbucci (1962)
- Boccaccio '70, regia di Federico Fellini (1962)
- La leggenda di Fra Diavolo, regia di Leopoldo Savona (1962)
- Ursus nella valle dei leoni, regia di Carlo Ludovico Bragaglia (1962)
- Uno strano tipo, regia di Lucio Fulci (1962)
- Il mio amore è scritto sul vento, regia di Luis César Amadori (1962)
- Lo sgarro, regia di Silvio Siano (1962)
- Colpo gobbo all'italiana, regia di Lucio Fulci (1962)
- I terribili 7, regia di Raffaello Matarazzo (1963)
- Il monaco di Monza, regia di Sergio Corbucci (1963)
- L'ultima carica, regia di Leopoldo Savona (1964)
- La vedovella, regia di Silvio Siano (1964)
- Anthar l'invincibile, regia di Antonio Margheriti (1964)
- Totò contro il pirata nero, regia di Fernando Cerchio (1964)
- La donnaccia, regia di Silvio Siano (1964)
- S 2 S Base morte chiama Suniper, regia di Georges Combret (1965)
- La fabbrica dei soldi, regia di Jean-Claude Roy (1965)
- Non son degno di te, regia di Ettore Maria Fizzarotti (1965)
- A sud niente di nuovo, regia di Giorgio Simonelli (1966)
- L'uomo di Casablanca, regia di Jacques Deray (1966)
- Agente X 77 ordine di uccidere, regia di Edgar Lawson (1966)
- Una donna per Ringo (Dos pistolas gemelas), regia di Rafael Romero Marchent (1966)
- Te lo leggo negli occhi, regia di Camillo Mastrocinque (1966)
- Il caso difficile del commissario Maigret, regia di Alfred Weidenmann (1967)
- La donna, il sesso e il superuomo, regia di Sergio Spina (1967)
- C'era una volta, regia di Francesco Rosi (1967)
- Il ragazzo che sorride, regia di Aldo Grimaldi (1968)
- Vacanze sulla Costa Smeralda, regia di Ruggero Deodato (1968)
- Zum Zum Zum - La canzone che mi passa per la testa, regia di Bruno Corbucci (1968)
- Isabella duchessa dei diavoli, regia di Bruno Corbucci (1969)
- E Dio disse a Caino..., regia di Antonio Margheriti (1970)
- L'inafferrabile invincibile Mr. Invisibile, regia di Antonio Margheriti (1970)
- L'interrogatorio, regia di Vittorio De Sisti (1970)
- La ragazza del prete, regia di Domenico Paolella (1970)
- Il furto è l'anima del commercio!?..., regia di Bruno Corbucci (1971)
- Io non spezzo... rompo, regia di Bruno Corbucci (1971)
- I clowns, regia di Federico Fellini (1971)
- Boccaccio, regia di Bruno Corbucci (1972)
- Il clan del quartiere latino, regia di Bruno Gantillon (1972)
- Tutti fratelli nel west... per parte di padre, regia di Sergio Grieco (1972)
- Il tuo piacere è il mio, regia di Claudio Racca (1972)
- Provaci anche tu Lionel, regia di Roberto Bianchi Montero (1973)
- Commissariato di notturna, regia di Guido Leoni (1973)
- La ragazza di via Condotti, regia di Germàn Lorente (1973)
- Adolescenza perversa, regia di José Bénazéraf (1974)
- Il venditore di palloncini, regia di Mario Gariazzo (1974)
- La cameriera, regia di Roberto Bianchi Montero (1974)
- La supplente, regia di Guido Leoni (1975)
- Venere in pelliccia o Le malizie di Venere, regia di Massimo Dallamano (1975)
- La linea del fiume, regia di Aldo Scavarda (1976)
- Con la rabbia agli occhi, regia di Antonio Margheriti (1976)
- L'adolescente, regia di Alfonso Brescia (1976)
- Il comune senso del pudore, regia di Alberto Sordi (1976)
- La compagna di banco, regia di Mariano Laurenti (1977)
- Pugni dollari & spinaci, regia di Emimmo Salvi (1978)
- I grossi bestioni, regia di Jean-Marie Pallardy (1978)
- La mazzetta, regia di Sergio Corbucci (1978)
- Il lupo e l'agnello, regia di Francesco Massaro (1980)
- La settimana bianca, regia di Mariano Laurenti (1980)
- Delitto al ristorante cinese, regia di Bruno Corbucci (1981)
- L'onorevole con l'amante sotto il letto, regia di Mariano Laurenti (1981)
- Vediamoci chiaro, regia di Luciano Salce (1984)
- C'è posto per tutti, regia di Giancarlo Planta (1990)
- Ci hai rotto papà, regia di Castellano e Pipolo (1993)
- Senza amore, regia di Renato Giordano (2007)
- No problem, regia di Vincenzo Salemme (2008)

### Televisione
- Stasera Fernandel, regia di Camillo Mastrocinque, episodio A me gli occhi – miniserie TV (1968)
- Aeroporto internazionale – serie TV (1985)
- Edera – telenovela (1992)
- Vado e torno, regia di Vittorio Sindoni – film TV (1998)
- Carosello, Giacomo Furia prese parte ad alcuni sketch della famosa rubrica pubblicitaria televisiva:
  - nel 1958 con Franca Rame e Dario Fo pubblicizzò la Margarina Flavina Extra dell'Agip; con Walter Chiari e Ferruccio Amendola il dopobarba Lectric Shave Williams;
  - nel 1959 e 1960 con Nino Taranto, Ferruccio Amendola (1969) e Dolores Palumbo (1960) i formaggi Invernizzina e il Milione alla Panna della Invernizzi.

## Prosa televisiva Rai
- Gli interessi creati di Giacinto Benavente, regia di Guglielmo Morandi, trasmessa il 22 aprile 1955.
- Il cappello del prete (1970)
- Napoli 1860 - La fine dei Borboni, regia di Alessandro Blasetti (1970)
- La fucilazione di Pulcinella, regia di Gennaro Magliulo, trasmessa il 7 agosto 1973.
- Storie della camorra, sceneggiato televisivo di Rai 1, diretto da Paolo Gazzara (1978)

## Prosa radiofonica Rai
- Dal tuo al mio, commedia di Giovanni Verga, regia di Umberto Benedetto, trasmessa il 29 giugno 1958.

## Pubblicità
- Tegolino Mulino Bianco (1993)

## Doppiaggio
- Nello Ascoli in Gli anni ruggenti
- Carlo Croccolo in Colpo grosso alla napoletana
- Nando Murolo e Giacomo Rizzo in Il sindacalista
- Franco Ricci in Profumo di donna
- Simone Santo in Squadra antigangsters
- Giorgio Soffritti in L'infermiera di notte
- Guido Alberti in Luca il contrabbandiere
- Dino Cassio in Al bar dello sport
- Fortunio Bonanova in Un bacio e una pistola (ridoppiaggio)

## Doppiatori italiani
- Carlo Romano in Il sogno di Zorro, La prima notte
- Stefano Sibaldi in Prima di sera
- Pino Locchi in L'arte di arrangiarsi
- Vinicio Sofia in Allegro squadrone
- Aldo Giuffré in Suonno d'ammore
- Richard McNamara in Il corazziere
- Ferruccio Amendola in Che femmina!! e... che dollari!
- Sergio Fiorentini in La supplente
- Arturo Dominici in Le malizie di Venere
- Mario Frera in La mazzetta